# Жанжан, Леолия
Леолия Жанжан (фр. Léolia Jeanjean; род. 14 августа 1995, Монпелье) — французская профессиональная теннисистка. Победительница одного турнира WTA 125 и финалистка одного турнира WTA 250 (Открытый чемпионат Трансильвании-2023) в парном разряде; победительница семи турниров ITF (4 — в одиночном разряде).

## Общая информация
Родилась 14 августа 1995 года в Монпелье, во Франции.

## Спортивная карьера
В 2013—2023 годах стала победительницей трёх турниров ITF в парном разряде.
И в 2021—2024 годах стала победительницей ещё четырёх турниров ITF в одиночном разряде.

### 2022—2023
В конце мая 2022 года она получила приглашение в основу Открытого чемпионата Франции в одиночном разряде, и дошла до третьего круга, где проиграла опытной румынке Ирине-Камелии Бегу со счётом 1-6, 4-6, показав лучший результат за всю карьеру на турнирах серии Большого шлема.
В конце августа 2022 года победила в квалификации и стала участницей одиночного разряда Открытого чемпионата США, где в первом круге проиграла американке Кори Гауфф со счётом 2-6, 3-6.
В конце ноября 2022 года, в Монтевидео (Уругвай) стала финалисткой турнира WTA 125 в одиночном разряде, где в финале проиграла россиянке Диане Шнайдер со счётом 4-6, 4-6.
В октябре 2023 года стала финалисткой парного разряда турнира WTA 250 Открытый чемпионат Трансильвании в Клуж-Напока (Румыния) вместе с украинкой Валерией Страховой, где они в финале проиграли Джоди Бёррэдж и Джил Тайхман со счётом 1-6, 4-6.
В ноябре 2023 года стала победительницей парного разряда турнира WTA 125 MundoTenis Open во Флорианополисе (Бразилия) вместе с итальянкой Сарой Эррани, где они в финале победили Конни Перрен и Юлию Вахачик со счётом 7-5, 3-6, [10:7].

## Итоговое место в рейтинге WTA по годам
| Год  | Одиночный рейтинг | Парный рейтинг |
| 2024 | 170               | 379            |
| 2023 | 128               | 187            |
| 2022 | 125               | 625            |
| 2021 | 382               | 305            |
| 2020 | 1180              | 1088           |
| 2019 | —                 | 1162           |
| 2018 | —                 | —              |
| 2017 | —                 | —              |
| 2016 | —                 | —              |
| 2015 | —                 | —              |
| 2014 | 747               | 742            |
| 2013 | 713               | —              |